# Джинг, Эмили
Эмили Джинг (англ. Emily Jing; 13 мая 2007) ― американская фехтовальщица на рапирах, чемпионка мира 2025 года, чемпионка Панамериканского чемпионата в 2025 году.

## Биография
Эмили родилась в семье Джойс Чжоу и Эньсюаня Джинга. У неё есть старшая сестра Александра, которая тоже занимается фехтованием.

### Карьера
На Панамериканском чемпионате 2025 года в Рио-де-Жанейро стала чемпионкой в командных соревнованиях по женской рапире.
В 2025 году на чемпионате мира в Тбилиси, в возрасте восемнадцати лет, завоевала золотую медаль в командных соревнованиях в составе сборной США.